# الميثاق الوطني الفلسطيني
ان الميثاق الوطني الفلسطيني في 10/7/1968 ليؤكد القرارات والمبادئ والأهداف العربية الفلسطينية وبدءاً من المؤتمر الفلسطيني الأول المنعقد في القدس عام 1919 ثم ما تلاه 1922, 1936, 1946. وفي 28/5/1964 أصدر المجلس الوطني الفلسطيني ( وكان اسمه المؤتمر العربي الفلسطيني) في دورته الأولى التي عقدت في القدس، الميثاق القومي الفلسطيني المبني على قرارات المؤتمرات السابقة، وأعلن قيام منظمة التحرير الفلسطينية. وفي الدورة الرابعة للمجلس الوطني الفلسطيني المنعقد في القاهرة في 10/7/1968 أقرت تسميته الميثاق الوطني الفلسطيني، وقد حصل على إجماع الفلسطينيين كافة ودون أية معارضة. وهكذا صار الميثاق هو البرنامج الإستراتيجي الشرعي الوحيد لنضال الشعب الفلسطيني لتحرير فلسطين كل فلسطين. وهذا يعني أن أي تعديل أو إلغاء لأية مادة يحتاج إلى إجماع الشعب الفلسطيني وهو وحده صاحب الحق في ذلك. ولا يحق ذلك لأي كان، ومهما كانت صفته، دون الرجوع إلى الإجماع الفلسطيني.